# Política da Argélia
A Argélia tem uma longa história de revoluções e de mudanças de regime político, fazendo com que o cenário seja bastante dinâmico e freqüentemente em estado de mudança. O país é atualmente uma república constitucional com um governo eleito democraticamente, embora os militares, na prática, permaneçam como os maiores detentores de poder. Desde o começo da década de 1990, a mudança de socialismo para uma economia de livre mercado vem se desenvolvendo com o controle do governo.

## História
Uma guerra civil, durante a década de 1990, resultou em mais de cem mil mortos (números oficiais), o dobro, segundo relatos não-oficiais. Embora a segurança no país tenha aumentado bastante, o maior desafio do governo é resolver os problemas fundamentais que provocaram a agitação política dos anos 1990.

## Constituição
A partir da Constituição de 1976 (modificada em 1979, 1988, 1989 e 1996) a Argélia se tornou um Estado multi-partidário. Todos os partidos devem ter a aprovação do Ministério do Interior. A Argélia tinha mais de 40 partidos legalizados. De acordo com a Constituição, nenhum partido pode ser formado se este for "baseado em diferenças de religião, de língua, raça ou região"

## Poder Executivo
O chefe de Estado é o Presidente da República, eleito por um mandato de cinco anos, com possibilidade de reeleição. O voto é universal. O presidente é o líder do Conselho de Ministros e também do Conselho de Segurança Nacional. Ele nomeia o Primeiro-Ministro, que é o chefe de governo. O Primeiro-Ministro nomeia o Conselho de Ministros.
|   | Cargo             | Nome                 | Partido      | Desde               |
| 1 | Presidente        | Abdelaziz Bouteflika | FLN          | 27 de abril de 1999 |
| 2 | Primeiro-Ministro | Noureddine Bedoui    | Independente | 11 de março de 2019 |

## Poder Legislativo

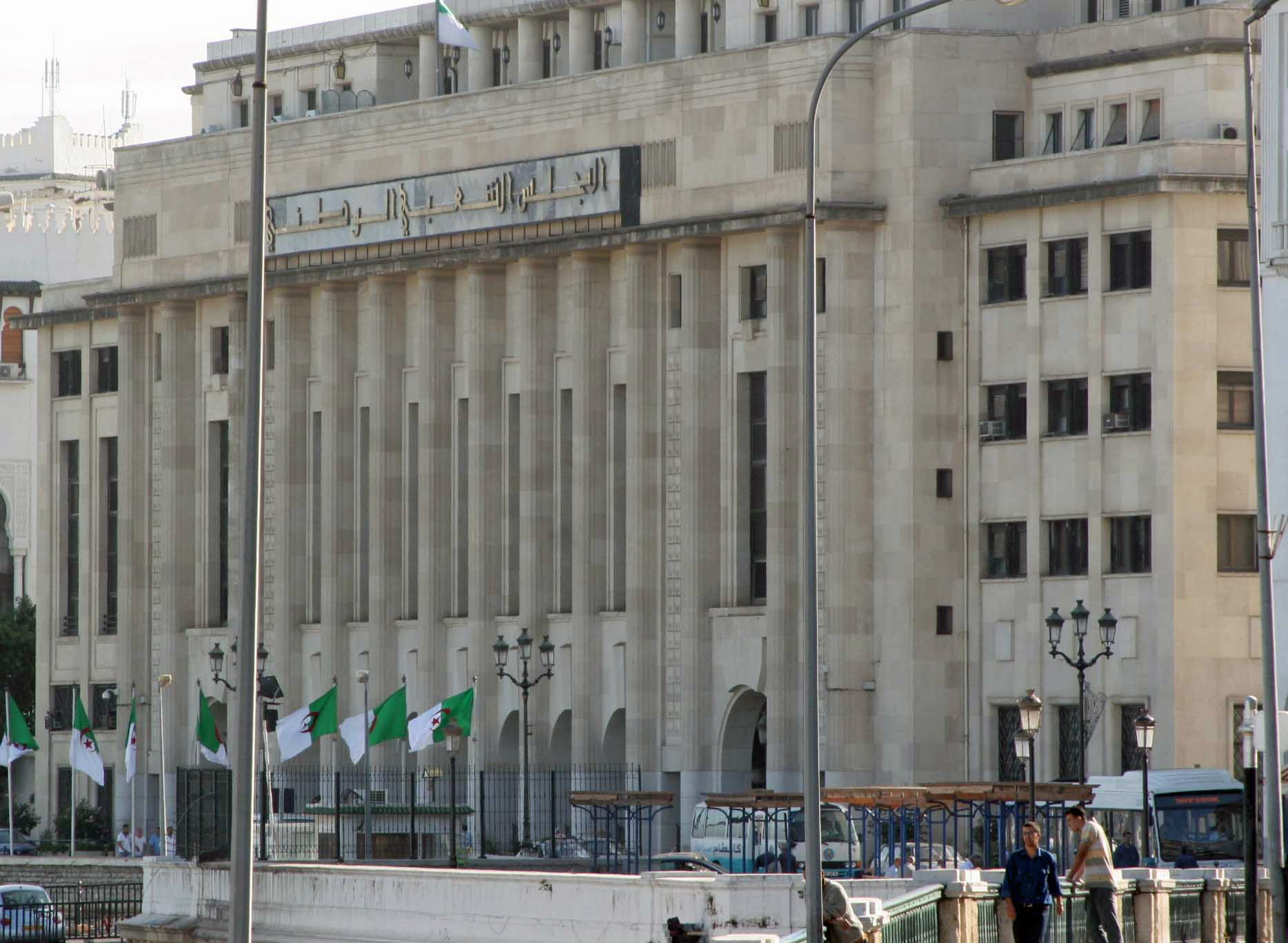
Assembleia Nacional Popular.

O parlamento argelino é bicameral, composto de uma câmara baixa, a Assembleia Nacional do Povo (APN), com  380 membros e uma câmara alta, o Conselho da Nação, com 144 membros. A APN é eleita a cada cinco anos. As próximas eleições legislativas vão ocorrer em 2014. Dois terços do Conselho da Nação são eleitos por autoridades municipais e regionais; o resto é nomeado pelo presidente. O Conselho da Nação tem um limite de seis anos com a metade das cadeiras concorrendo a uma nova eleição (com possibilidade de reeleição) a cada três anos. Tanto o presidente quanto as câmaras parlamentares tem o poder de legislar. A proposta de lei deve passar por ambas as câmaras antes que se tornem efetivamente leis. As sessões da APN são televisionadas.

## Partidos políticos e eleições
Respeitando os preceitos da Constituição, o governo argelino incentiva a democracia participativa com livre competição entre os candidatos. Mais de 40 partidos políticos, representando muitos segmentos da população são ativos na política do país.
| Resultado das eleições presidenciais de 8 de abril de 2004 | votos      | %    |
| Abdelaziz Bouteflika - RND                                 | 8,651,723  | 85.0 |
| Ali Benflis - FLN                                          | 653,951    | 6.4  |
| Abdallah Djaballah - Movimento para Reforma Nacional       | 511,526    | 5.0  |
| Said Sadi - Reunião para Cultura e Democracia              | 197,111    | 1.9  |
| Louiza Hanoune - Partido dos Trabalhadores (Argélia)       | 101,630    | 1.0  |
| Fawzi Rebaine - Ahd 54                                     | 63,761     | 0.6  |
| Total                                                      | 10,179,702 | 99,9 |

| Resultado das Eleições para a Assembleia Nacional do Povo de 30 de maio de 2002 | %    | Cadeiras |
| ------------------------------------------------------------------------------- | ---- | -------- |
| FLN                                                                             | 34.3 | 199      |
| Movimento para a Reforma Nacional                                               | 9.5  | 43       |
| Reunião Nacional para a Democracia                                              | 8.2  | 47       |
| Movimento Social para a Paz                                                     | 7.0  | 38       |
| Partido dos Trabalhadores (Argélia)                                             | 3.3  | 21       |
| Frente Nacional Argelina                                                        | 1.6  | 8        |
| Movimento da Renascença Islâmica                                                | 0.6  | 1        |
| Partido da Reforma Argelina                                                     | 0.3  | 1        |
| Movimento da Conciliação Nacional                                               | 0.2  | 1        |
| Sem partidos                                                                    | 4.9  | 30       |
| Total                                                                           | 69,9 | 380      |

Essas eleições foram boicotadas pela Frente das Forças Socialistas, pela Reunião para Cultura e Democracia e pelo Movimento para a Democracia na Argélia.

## Divisão administrativa
A Argélia é dividida em 48 wilayas (estados ou províncias), liderados por walis (governadores), que são subordinados ao Ministro do Interior. Cada wilaya é dividida em comunas. Cada wilaya e comuna é governada por uma assembleia eleita por voto popular.

## Mídia
A Argélia possui mais de 30 jornais, que são publicados em francês e árabe, com uma tiragem total de 1,5 milhão de cópias. Embora exista uma liberdade relativa em escrever, em 2001 o governo adicionou no Código Penal artigos relacionados à difamação e calúnia, uma ação vista como uma tentativa de controlar a imprensa. O monopólio do governo sobre a imprensa escrita e sobre a propaganda é visto como um outro meio de influenciar a imprensa, embora isso tenha permitido aos jornais a criar suas próprias redes de distribuição de publicações.

## Preocupações com o futuro
O crescimento da população e seus problemas associados - desemprego e subemprego, defasagem nos serviços sociais para frear a migração urbana, administração industrial inadequada, ineficácia na produtividade, uma infra-estrutura decadente - continuam a preocupar a sociedade argelina. Aumentos na produção e nos preços do petróleo e do gás natural levaram a um superávit no orçamento de perto de 20 bilhões de dólares. Porém, essa vantagem econômica ainda não foi completamente aproveitada pelo povo argelino, que carece de cuidados básicos.

## Relações internacionais
ABEDA, AfDB, AFESD, AL, AMF, AMU, ECA, FAO, G-15, G-19, G-24, G-77, Agência Internacional da Energia Atômica, BIRD, OACI, ICFTU, Cruz Vermelha e Crescente Vermelho, Associação Internacional de Desenvolvimento, IDB, IFAD, Sociedade Financeira Internacional, Organização Hidrográfica Internacional, Organização Internacional do Trabalho, FMI, Organização Marítima Internacional, Inmarsat, Intelsat, Interpol, IOC, IOM, ISO, ITU, MONUC, Movimento Não-Alinhado, OAPEC, OEA (observador), Organização da Unidade Africana, Organização da Confederência Islâmica, OPCW, OPEP, ONU, UNCTAD, UNESCO, UNHCR, UNIDO, UPU, CMT, WCO, OMS,WIPO, Organização Meteorológica Mundial, Organização Mundial de Turismo, OMC